# Bianca Lancia

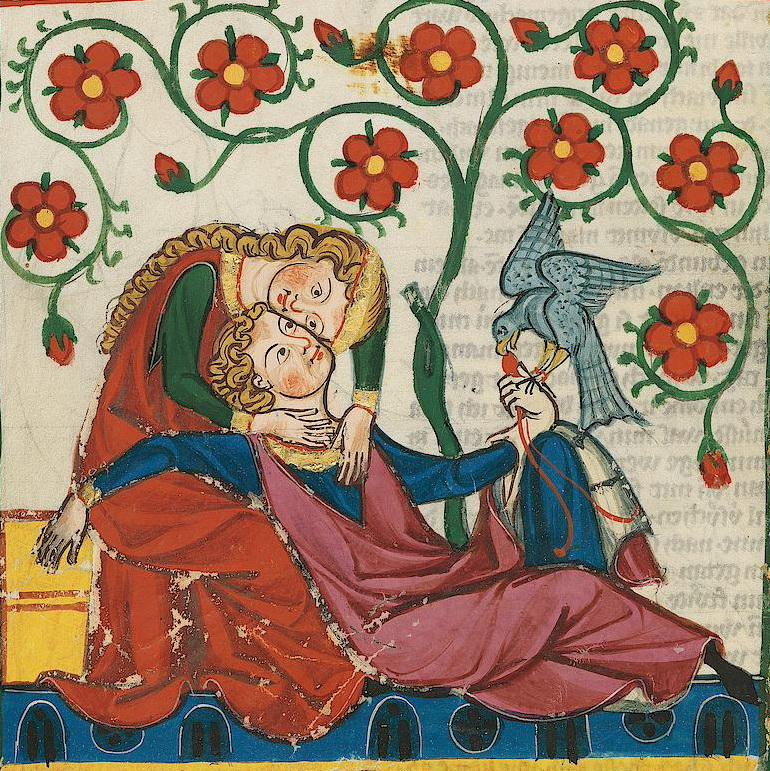
Miniatuur uit de Codex Manesse met een afbeelding van de minstreel Konrad von Altstetten met zijn geliefde. Over het algemeen worden deze twee figuren geïdentificeerd met Keizer Frederik II en Bianca Lancia.

Bianca Lancia d'Agliano (Agliano, ca. 1210 — Gioia del Colle, ca. 1246) was een Italiaanse edelvrouw en de minnares van keizer Frederik II.

## Biografie
Bianca Lancia werd waarschijnlijk geboren in Piëmont in de Ghibellijnse familie Lancia. Er zijn geen bronnen die vertellen wie haar ouders exact zijn, maar volgens historici is ze een kleindochter van Manfred I Lancia.
Omstreeks 1225 leerde Bianca Lancia keizer Frederik II kennen, die indertijd getrouwd was met Yolande van Jeruzalem. Vanaf die tijd zouden zij minnaars zijn geworden. Haar familie profiteerde van haar relatie met de keizer en kreeg van hem verschillende kastelen en titels. Na de dood van Isabella van Engeland in 1241 verkreeg Bianca van hem het kasteel van Monte Sant'Angelo. Ze stierf hoogstwaarschijnlijk in het kasteel van Gioia del Colle of Paternò. Volgens de kronieken van Salimbene de Adam en Matthew Paris huwde ze met Frederik II in in articulo mortis (op haar sterfbed), maar aangezien de keizer op dat moment geëxcommuniceerd was, werd het huwelijk door de Kerk niet erkend.

## Nageslacht
Uit haar relatie met keizer Frederik II kreeg Bianca Lancia drie kinderen:
- Constance (Anna) (1230 – 1307), gehuwd met Johannes III Doukas Vatatzes
- Manfred (1232 – 1266), regent en later koning van Sicilië
- Violante (1233 – 1264), gehuwd met Riccardo Sanseverino